# The Icarus Project
The Icarus Project est un réseau international de soutien mutuel en matière de santé mentale, principalement basé aux États-Unis et lancé en 2002 sous l'impulsion de Sascha Altman DuBrul (en) et Jacks McNamara,.

## Objectif
L'objectif de The Icarus Project est de fournir des alternatives pratiques et théoriques aux approches et traitements conventionnels des maladies mentales,,,,,.

## Fonctionnement
Des groupes locaux permettent de se rencontrer, de se soutenir mutuellement, de partager de l'information et de mettre en place des actions politiques ou culturelles (manifestations, débats, expositions...). Un groupe national (aux États-Unis) coordonne et facilite les groupes locaux.
The Icarus Project est subventionné par un fonds d'investissement américain, des partenariats associatifs et des donations. Il n'accepte aucune aide émanant d'entreprises pharmaceutiques.

## Historique
Sascha Altman DuBrul (en) écrit Bipolar World, un article qui paraît le 18 septembre 2002 dans le San Francisco Bay Guardian (en) où il retrace son expérience de personne diagnostiquée avec un trouble bipolaire. Dans la douzaine de mails qu'il reçoit, à la suite de la parution de cet article, il y en a un de Jacks McNamara, une artiste peintre et poète internée à l'âge de 19 ans et diagnostiquée atteinte d'un trouble bipolaire. Une nuit d'octobre 2002, ils conçoivent ensemble The Icarus Project, qui au départ se voulait un site internet communautaire avec quelques articles et des forums. Un an plus tard, la rencontre avec Madigan Shive (en), une artiste punk rock nomade impliquée dans la défense des droits des patients en psychiatrie sera aussi déterminante dans le développement du projet en réseau de soutien « radical » de même que la participation de Will Hall fondateur du Freedom Center et militant du mouvement des survivants de la psychiatrie,.

## Point de vue
The Icarus Project et Freedom Center ne soutiennent pas l'hypothèse d'un déséquilibre chimique (en) dans le cerveau qui provoquerai un trouble mental, ils ne soutiennent donc pas l'hypothèse monoaminergique pour la dépression. Ils s'opposent à l'idée que les troubles mentaux seraient de simples dysfonctionnements biologiques « corrigeables » par les médicaments, tel l'insuline pour le diabète. La décision de prendre des médicaments psychotropes devrait être fondée sur la balance efficacité/risques du traitement, et non pas sur la croyance erronée d'une correction chimique à réaliser. Ils dénoncent le halo de corruption et de fraude qui entoure certains médicaments psychotropes.
Icarus Project indique que les médicaments sont dits « neuroleptiques » ou « antipsychotiques » mais en réalité ne ciblent pas la psychose, ni aucun symptôme spécifique de maladie mentale. Beaucoup de « médicaments » sont arrivés avant les théories d'un déséquilibre chimique dans le cerveau. Ce sont des tranquillisants qui diminuent le fonctionnement général du cerveau de tout utilisateur.

## Recommandations
Lorsqu'un patient souhaite arrêter ou diminuer un traitement psychotrope, The Icarus Project conseille la « méthode des 10% » qui est une méthode de réduction progressive, également conseillée par d'autres experts et organismes,,,,,. The Icarus Project,et d'autres, conseillent également lorsqu'il s'agit d'une molécule benzodiazépine ou antidépresseur à demi-vie courte, la substitution par une demi-vie plus longue pour diminuer la sévérité et la fréquence des symptômes de sevrage ou de discontinuation.

## Publications
- Navigating the Space Between Brilliance and Madness; A Reader and Roadmap of Bipolar Worlds, 2004.
- Friends Make The Best Medicine – A guide to creating Community Mental Health Support Networks , 2006.
- Harm Reduction Guide to Coming Off Psychiatric Drugs and Withdrawal, 2008.
- [PDF]The Icarus Project et Freedom Center, Guide Pour Décrocher des Médicaments Psychotropes En Réduisant Les Effets Nocifs, 2012 (lire en ligne)